# 索諾伊塔 (亞利桑那州)
索諾伊塔（英語：Sonoita）是位於美國亞利桑那州聖克魯斯縣的一個人口普查指定地區。根據2010年美國人口普查，該地人口為818人，而該地的面積約為27.34平方千米。

## 地理
索諾伊塔的座標為31°40′46″N 110°39′19″W / 31.67944°N 110.65528°W，而該地最高點為海拔高度1489米（即4885英尺）。